# Dark Souls
Dark Souls ダークソウル (Dāku Sōru) és un videojoc de rol, desenvolupat per From Software per a les plataformes PlayStation 3 i Xbox360 i distribuït per Namco Bandai. Anteriorment conegut com a Project Dark. El seu llançament va ser el 22 de setembre de 2011 al Japó, 4 d'octubre a Amèrica del nord i el 7 d'octubre a Europa. Dark Souls és un joc de rol d'acció en tercera persona amb elements de hack and slash, que es caracteritza per tenir una atmosfera fosca i una dificultat molt per sobre dels estàndards actuals. El joc va rebre excel·lents crítiques degut a la seva jugabilitat desafiadora, a la seva atmosfera absorbent, els seus controls pràctics i al seu innovador mode multijugador, la majoria d'aquests aspectes importats del seu predecessor espiritual Demon's Souls.
Gwyn el senyor de la llum solar: líder guanyador de la guerra, és de lluny el més poderós de tots els éssers provinents del foc. La seva aparença és la d'un humà inusualment alt i barbut. És el rei del decadent món de Dark souls. Els seus tres fills tenen també gran importància a Lordran. Gwynevere una de les seves filles, per exemple, és la responsable que existeixi el sol a Anor Londo. Després d'un temps la primera flama, que li proporcionava vida a tot Lordran, es va començar a extingir, originant així la «maledicció dels no morts». Per evitar que la flama s'extinguís, Gwyn es va traslladar cap a ella i va utilitzar tot el seu poder per mantenir-la viva, però va fracassar en el seu propòsit i ara es troba dèbil i trastornat en el forn de la flama original.
El desembre de 2021, el grup de Projecte 'Ce Trencada' va traduir de manera comunitària i no oficial el joc i les cinemàtiques d'introducció en català.

## Argument
Dark Souls s'ubica en el fictici regne de Lordran, un regne antany esplendorós i pròsper que ara es troba en un terrible estat de decadència. El joc té lloc en els últims dies de l'Edat del foc, la qual, com és relatada al principi de la història, va començar després de la derrota dels dracs que anteriorment regnaven el món.

### Era dels Antics
Abans de l'Era del Foc el món era informe, envoltat de boira i habitat només pels Dracs Perpetus, éssers llegendaris immortals, i els archtrees, Arbres colossals que suportaven el món. Llavors fou quan arribà la Primera Flama, que va originar la Disparitat del món: fred i calor; llum i foscor; vida i mort. Des de la foscor van arribar criatures humanoides, les quals van trobar ànimes entre les flames que els van donar el poder dels Senyors. Aquests quatre éssers i les respectives ànimes foren Nito, el Senyor de les Tombes i el primer dels morts, que rebé el poder de la mort, la malaltia i el miasma; la Bruixa d'Izalith, que rebé el poder de la vida i la calor; Gwyn, el Senyor de la Llum del Sol, que rebé el poder de la llum i el llampec i finalment el Pigmeu Furtiu, qui rebé l'ànima fosca, una diminuta ànima amb el poder de la foscor (coneguda en anglès com a Dark Soul, fet que té implicacions importants a la història i en relació al títol del videojoc).
Amb el poder que van trobar dins de la primera flama, els Senyors van començar una cruenta guerra contra els Dracs Perpetus; Nito alliberà una onada de mort i malaltia, la bruixa d'Izalith i les seves Filles del Caos van emprar la seva màgia de foc per atacar i Gwyn, amb el poder del llampec, aconseguí trencar les escates dels Dracs, qui sense elles van deixar de ser immortals. Finalment i gràcies a l'ajuda de Seath el sense Escates, un Drac que va trair als seus, els Senyors van vèncer i van iniciar l'Era del Foc.
Mentrestant, el Pigmeu Furtiu, el quart dels senyors, divideix l'Ànima Fosca i amb els seus trossos crea la humanitat i els humans, abans de desaparèixer per sempre de la memòria.

### Era del Foc
Havent vençut als Dracs Perpetus, els Senyors van iniciar un regnat il·lustre sobre el món durant segles. Al final, però, la Primera Flama d'on tot va sorgir començà a debilitar-se. Els Senyors van intentar per qualsevol medi continuar amb l'era del foc i alimentar la flama, provocant enormes catàstrofes. La Bruixa d'Izalith va intentar fer servir la seva ànima per imitar la Primera Flama, però lluny d'aconseguir el seu objectiu, la flama que va crear era corrupta i d'ella en van sorgir formes de vida malèvoles en forma de dimonis i l'expressió del Caos. La mateixa bruixa d'Izalith i tots els seus fills i filles van patir transformacions horroroses, transformant-la a ella mateixa en la bèstia coneguda com el Llit del Caos. Només Quelana, una de les seves filles, aconseguí escapar aquell calvari sense perdre la seva forma.
El mateix Gwyn va intentar perllongar l'Era del Foc entrant al forn de la Primera Flama i deixant-se consumir per ella, convertint l'emplaçament en un mar de cendres i els cavallers que l'havien seguit en Cavallers Negres, portadors d'armadures cremades.
Mil anys després d'aquests fets és quan comencen els fets que transcorren durant el videojoc en si.

### Dark Souls
Al llarg de l'aventura el jugador té el deure d'enllaçar de nou la primera flama per tal de perllongar l'era del foc. Tanmateix, el jugador té l'opció de no fer-ho deixant pas a una Era de Foscor dominada per la Humanitat.

## Disseny i Jugabilitat
Dark Souls pertany al gènere dels jocs de rol, concretament al subgènere dels jocs de rol d'acció (ARPG). Tant el disseny artístic del videojoc com el combat estan fortament inspirats en l'època medieval europea i en el renaixement. Exemples en son la forta inspiració que té un dels nivells més icònics, Anor Londo, en el Duomo de Milà o l'ús de dissenys d'armes medievals germàniques com la Zweihander.

### Mecàniques bàsiques
El fet més característic del videojoc és l'elevada dificultat que té, que deriva del tema principal del joc: la mort. Els complicats reptes que oposen els diversos nivells del joc s'hauran de superar a força de repetir-los una vegada i una altra fins a assolir l'èxit. El jugador evoluciona i millora les seves estadístiques a partir d'emprar ànimes que recull d'enemics per pujar de nivell o per adquirir objectes que venen diversos personatges al llarg de l'aventura. Això no obstant, si el jugador mor, perdrà totes les ànimes que tenia acumulades i les dipositarà en una "taca de sang" a terra. Si aconsegueix arribar fins a l'esmentat lloc, podrà recuperar-les. Si torna a morir sense haver-les recuperat, les ànimes es perdran permanentment. Aquesta mecànica té el propòsit de refermar la idea de la mort cíclica que constitueix la temàtica del joc.

### Nivells
El disseny dels nivells està pensat de manera que tots els nivells estan interconnectats entre si i poden ser accedits des de molts punts, a més de poder veure'ls des de llocs distants, ajudant a copsar una idea de continuïtat. La manca de fases de càrrega entre nivells (intel·ligentment dissimulades arreu del joc) reforça aquest concepte, encara que en cas de morir sí que n'hi ha. Els punts de control des d'on el jugador reprèn l'acció en cas de morir estan representats amb fogueres, llocs de descans on el jugador pot dur a terme tasques diverses com pujar de nivell o desar objectes. Aquests punts de control sovint són accessibles des d'àrees més avançades mitjançant dreceres, amb la idea que el jugador hagi de cercar una forma alternativa d'arribar-hi per gaudir dels seus beneficis.
Tots els nivells del joc estan pensats com a entitats per explicar part de la història del joc per mitjà de l'exploració i l'observació de petits detalls ocults i, a excepció de l'Altar d'Enllaç del Foc, el punt que fa com a nexe de tots els racons de Lordran, i el Llac de Cendra, una àrea secreta, els nivells de Dark Souls no tenen cap mena de música que els acompanyi.
Normalment al final de cada zona del joc hi haurà una batalla especial on el jugador s'hi ha d'enfrontar a un enemic excepcionalment poderós (en anglès és força popular el terme Boss per descriure a aquests enemics finals). Aquestes batalles, un dels principals atractius del títol, estan acompanyades per banda sonora i solen ser els principals reptes a batre per part del jugador. En total, hi ha 22 enemics finals al joc base i 4 més al contingut descarregable (DLC), comercialitzat a part en les edicions de consola sota el nom d'Artorias of the Abyss.

### Combat
El combat de Dark Souls es caracteritza per ser relativament lent i metòdic en comparació amb altres títols ARPG i Hack and Slash. El jugador disposa d'una barra de stamina (resistència física) que limita les accions que pot fer; si ataca, es defensa o esquiva consumirà part d'aquesta barra, que es recuperarà en un curt període. En cas que arribi a zero, el jugador tindrà un temps de penalització on la barra no es recuperarà i, per tant, el jugador no podrà emprendre cap acció.
El joc prioritza implícitament les accions defensives sobre les ofensives; la penalització sobre la barra de vida del jugador de molts dels atacs enemics serà prohibitivament alta. La font principal de curació que té el jugador és l'ampolla d'Estus, que té un nombre limitat d'usos que es recarreguen a l'arribar a una foguera.

## Premis i reconeixements
L'any 2021, Dark Souls és reconegut com a millor videojoc de tots els temps als Golden Joystick Awards.